# Tapwave Zodiac

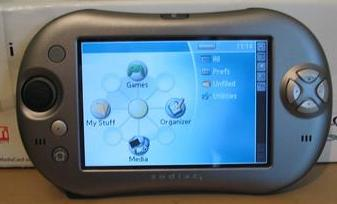
Tapwave Zodiac 1.

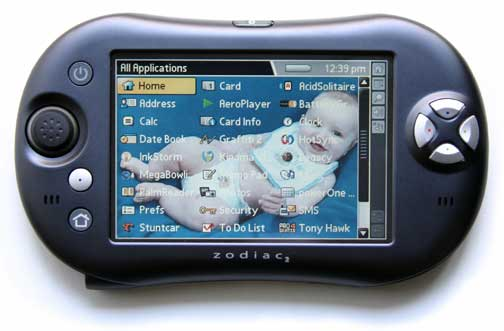
Tapwave Zodiac 2.

La Tapwave Zodiac es una PDA con sistema operativo Palm OS 5 a la vez que una potente videoconsola portátil fabricada por la compañía norteamericana Tapwave, y lanzada al mercado en octubre de 2003. Hay dos modelos: la Zodiac 1 con 32 MB y la Zodiac 2 con 128 MB. La consola tuvo soporte hasta el 25 de julio de 2005, cuando Tapwave entró en bancarrota y no pudo seguir proporcionando soporte.
Utiliza una CPU Motorola i.MX1 ARM9 acompañado de un chip gráfico ATI Imageon. Durante un tiempo, algunas personas la consideraron como una posible sucesora de la GP32 en lo que respecta al soporte de software Gamescene, pero la quiebra de la compañía y la existencia de la GP2X lo han impedido.

## Funcionalidad
La Zodiac incluye las aplicaciones estándar de PalmOS Calendario (Date Book), Libreta de Direcciones (Address Book), Tareas (To Do List), y Libreta de Notas (Memo Pad). Viene también con los juegos Stuntcar Extreme y AcidSolitaire, un reproductor MP3, y el Reproductor de Video Kinoma para video digital. El dispositivo puede visualizar fotos, y viene con el lector de e-books PalmReader, y los libros electrónicos en inglés The Wonderful Wizard of Oz (El mago de Oz) y The Last of the Mohicans (El último Mohicano). La calculadora gráfica powerOne se incluyó inicialmente, aunque al año Tapwave dejó de incluirla. También incluía el procesador de texto WordSmith, el editor de gráficos Inkstorm, el navegador de internet Browser, una aplicación de gestión de SMS, y el reloj despertador Alarm Clock.
La Zodiac incluye una pantalla táctil estándar (de 480x320, una de las mayores resoluciones disponibles en su tiempo) y dispositivos de entrada diseñados para jugar. Sosteniéndolo a lo ancho, presenta a la izquierda un mini-stick analógico, sobre él el botón de Power y bajo él los botones Function y Home, y a la derecha un D-Pad digital, con dos gatillos, uno en cada lateral superior. Los altavoces estéreo integrados se sitúan debajo de cada D-Pad. En la zona superior se encuentran dos slots de tarjetas Secure Digital/Multi Media Card, uno a cada lado del botón Bluetooth, teniendo capacidades SDIO el de la derecha.
La Zodiac es más rugosa que la mayoría de las PDAs contemporáneas debido a su construcción metálica, aunque en algunas partidas el adhesivo en los gatillos falla, y el protector estándar de la pantalla puede causar más daño si atrapa arena entre él y la pantalla (varios estuches alternativos hicieron innecesario el protector defectuoso). Para ahorrar probablemente espacio interno, el stylus se almacena en el lateral en un saliente, en lugar de en una hendidura en la zona superior como la mayoría de PDAs.
La mayoría de juegos compatibles PalmOS 5 pueden jugarse en la Zodiac, igual que los juegos específicos del potente hardware de la Zodiac. Gran cantidad de juegos y emuladores freeware y shareware están también disponibles. Por ejemplo, hay versiones de Doom, Quake, HeXen, y Heretic igual que emuladores como UAE, ScummVM, y el emulador multisistema LJZ/LJP.
La implementación en la Zodiac del Palm OS 5 se ha modificado para prestaciones especiales. Tiene un menú radial (el stick analógico es direccionable en ocho direcciones para seleccionar las opciones del menú) con una lista lateral para usarlo sin stylus.
Tienen una vida total de batería de unas 3 horas cuando se usa audio, retroiluminación de la pantalla y tareas intensivas de la CPU, mientras que si funciona como reproductor audio dedicado puede durar 6 horas, aunque puede variar entre dispositivos y media a reproducir. La vida de la batería puede extenderse reduciendo el brillo de pantalla y el volumen, y usando auriculares en lugar de los altavoces internos.
Tapwave prometió una actualización incorporando decodificación por hardware de MPEG-4 (como DivX o Xvid), aunque no se materializó antes del cierre de la compañía.
A pesar de esto, existen diversas aplicaciones para reproducir DivX y Xvid desarrolladas por parte de la comunidad. Una de los más estables es TCPMP. Originalmente para PC, esta versión se basa en la versión de Pocket PC, y se aprovecha del hardware especial de la Zodiac para reproducir video. El reproductor por defecto Kinoma se limitó a un formato propietario de archivo, y solamente una versión recortada del codificador necesario se entregó con el dispositivo (para usarlo al completo había que hacer un pago extra). Se ha sugerido que el limitar uno d los mayores argumentos de ventas (capacidad completa de reproducir DVD, tras cierta compresión) limitó notablemente el éxito de la Zodiac, aunque otros reproductores como TCPMP y MMPlayer estuvieran disponibles. Un navegador de internet optimizado está también disponible.

## Características
- CPU: Motorola i.MX1 ARM9 a 200 MHz.
- Chip gráfico: ATI Imageon W4200 con 8MB de memoria dedicada SDRAM.
- Audio: bajo el sistema Yamaha® audio, con una salida estéreo de 3,5 mm para auriculares/altavoces.
- Memoria: el sistema se reserva 12MB. 
  - Zodiac 1: 32MB
  - Zodiac 2: 128MB
- Pantalla: LCD de 3,8 pulgadas a una resolución máxima 480 x 320 (media VGA) y modo gráfico de 16bpp, es decir 65,536 colores por pantalla.
- Entrada: joystick, 2 gatillos, 4 botones, 1 botón especial, 1 botón "home", 1 botón de bluetooth, además de pantalla táctil.
- Conexión: por Bluetooth y USB.
- Alimentación eléctrica: por batería recargable de litio o por conexión al cargador a la red eléctrica.
- Dispone de vibración.
- Dos ranuras para tarjetas Secure Digital/Multi Media Card, la segunda con capacidad SDIO.
- Sistema Operativo: Tapwave enhanced Palm OS 5.2T.

## Periféricos
- CommandPlay ergonomic game grip. Una necesidad para un uso cómodo y exacto del controlador analógico en los juegos.
- Tapwave Sport Case Deluxe. Estuche resistente al agua con espacio para la Zodiac, CommmandPlay y otros accesorios.
- Innopocket Deluxe Metal Case (aluminio + neopreno), con dos soportes para transportar tarjetas SD
- Cargador de batería de 5V DC, utiliza conector propietario.
- Cable de sincronización USB - PC, que permite cargar las baterías a la vez que se sincroniza.
- Cargador de baterías para coche
- Base de carga para el cable de sincronización (contactos eléctricos mal diseñados, no fiables)
- Teclado plegable (Folding Keyboard), normalmente Bluetooth o por infrarrojo, fabricados por terceros. Se desconoce si existió algún modelo capaz de usar el conector de sincronización.
- Algunas cámaras SDIO pueden usarse como la Veo Camera.

## Lista de Juegos
Además de todos los juegos disponibles para Palm OS 5, los siguientes emplean las características exclusivas de la Zodiac. Existe un tercer tipo de juegos Palm OS 5 que, si detectan el hard de la Zodiac, activan prestaciones extra como la vibración.
- Adventure Pak
- Doom II
- Duke Nukem Mobile
- Fun Pak
- GTS Racing Challenge
- Hellfire: Tiger Team: Apache vs. Hind
- Spy Hunter
- Tony Hawk's Pro Skater 4
- Warfare Incorporated

- AcidSolitaire
- Z Pak : Fun
- Adventure Game Card
- Fun Game Card
- Pocket Mini Golf

- Animated Dudes
- Avalanche
- Firefly
- Gloop Zero
- Noiz2sa
- Orbital Sniper
- Orbz
- StarPong
- Stunt Car Extreme
- Xploids
- Zodtris
- Zap 'Em
- ZoT
- Zyrian

## Trivialidades
La Tapwave Zodiac aparece en la serie Stargate SG-1 como un dispositivo sensor manejado por la Coronel Samantha Carter y Vala Mal Doran.